# اچ‌ام‌ای‌اس نرئوس
اچ‌ام‌ای‌اس نرئوس (به انگلیسی: HMAS Nereus) یک کشتی است که طول آن ۶۶ فوت (۲۰ متر) می‌باشد. این کشتی  در سال ۱۹۳۹ ساخته شد.